# 希尔施埃格
希尔施埃格是奥地利施蒂利亚州沃茨伯格县的一个市镇。总面积59.83平方公里，总人口714人，人口密度11.9人/平方公里（2005年）。